# Modła (powiat ciechanowski)
Modła (do 14 lutego 2002 Modła Włościańska) – wieś sołecka w Polsce położona w województwie mazowieckim, w powiecie ciechanowskim, w gminie Ciechanów.
W latach 1975–1998 miejscowość należała administracyjnie do województwa ciechanowskiego. 15 lutego 2002 nastąpiła zmiana nazwy z Modła Włościańska na Modła, równocześnie ówczesne części tej wsi Modła Szlachecka i Sikawica zostały zlikwidowane jako osobne miejscowości.